# Lennestadt

Lennestadt

Lennestadt è una città di 25 176 abitanti della Renania Settentrionale-Vestfalia, in Germania.
Appartiene al distretto governativo (Regierungsbezirk) di Arnsberg ed al circondario (Kreis) di Olpe (targa OE).
Lennestadt si fregia del titolo di "Media città di circondario" (Mittlere kreisangehörige Stadt).
Il castello era sede della famiglia Bilstein.